# Nella Larsen
Nella Larsen, née le 13 avril 1891 sous le nom de Nellie Walker à Chicago dans l'État de l'Illinois et morte le 30 mars 1964 à Brooklyn dans l'État de New York, aussi connue sous son nom de mariage Nella Imes, est une infirmière, bibliothécaire, romancière et nouvelliste afro-américaine, figure littéraire du mouvement dit de la Renaissance de Harlem.

## Biographie

### Jeunesse et formation
Nellie Larsen est la fille de Peter Walker, un cuisinier caribéen et de Mary Hanson Walker, une couturière d'origine danoise qui se sont mariés en 1890 à Chicago,,,.

#### Tragédie
Son père meurt d'un infarctus cardiaque probablement en 1892.

#### Remariage
Le 7 février 1894, Mary Hanson Walker épouse un Danois Peter Larson qui change son nom en Peter Larsen et adopte Nella Walker qui devient Nella Larsen .

#### Études
Après ses études primaires à la Coleman School de Chicago, Nellie Larsen suit ses études secondaires à la Wendell Phillips Academy High School (en) de Chicago, elle en sort diplômée à l'âge de 16 ans, en 1907.
Après ses études secondaires, Peter Larsen , envoie Nellie Larsen étudier à la Normal School de l'université Fisk, de Nashville dans l'État du Tennessee. C'est pendant ces études qu'elle se fait appeler Nella Larsen ou lieu de Nellie Larsen.
De 1909 à 1912, Nella Larsen vit chez des parents de sa mère au Danemark où elle suit des cours en auditrice libre à l'université de Copenhague avant de retourner aux États-Unis.
En 1912, Nella Larsen s'inscrit à l'école de soins infirmiers du Lincoln Hospital (Bronx) (en), elle en sort diplômée en 1915. Dans la foulée elle travaille au sein du John A. Andrew Hospital and Nurse Training School de Tuskegee dans l'État de l'Alabama.
En 1916, Nella Larsen s'en retourne à New York où elle travaille pour les services de santé de la ville.
En 1921, Nella Larsen suit des cours pour devenir bibliothécaire à la Library School de la New York Public Library,.

### Carrière
De 1922 à 1926, Nella Larsen travaille comme bibliothécaire à la New York Public Library.
se fait des relations parmi les artistes, écrivains et intellectuels afro-américains faisant partie du mouvement de la Renaissance de Harlem comme W.E.B. Du Bois, Langston Hughes, James Weldon Johnson, Jessie Redmon Fauset et Walter White qui revendiquent leur double héritage culturel noir et blanc.
Nella Larsen se consacre entièrement à l'écriture dès 1926 : Nella Larsen  publie en 1928 Quicksand, un roman autobiographique, puis Passing (en) en 1929, qui connait un grand succès. Elle publie une nouvelle Sanctuary où elle est accusée d'avoir plagié la nouvelle de Sheila Kaye-Smith (en), Mrs Adis, controverse où en fait il s'agirait davantage d'une adaptation. Le style de la nouvelle étant propre à celui de Larsen, la critique littéraire fait taire les accusations de plagiat,,,,.
Après son divorce en 1933, elle part vivre à New York et grâce à la pension alimentaire que lui verse son ex-mari, elle se consacre à la littérature et fréquente Greenwich Village, capitale intellectuelle de New York.
Elmer Imes, décède en 1941 des suites d'un cancer de la gorge. Ne touchant plus de pension alimentaire, Nella Larsen déménage pour s’installer sur la seconde avenue de New York et reprend ses activités d'infirmière pour subvenir à ses besoins. Elle travaille successivement au Gouverneur Health (en), puis au Beth Israel Medical Center. N'écrivant plus, elle tombe dans l'oubli. Elle décède des suites d'une défaillance cardiaque dans son appartement le 30 mars 1964 et elle est enterrée le 6 avril 1964,. Sa disparition passe inaperçue. Le New York Times, dans un article du 8 mars 2018, regrette de ne pas avoir fait sa notice nécrologique.

### Vie privée
En 1919, elle épouse le professeur et chercheur en sciences physiques Elmer Samuel Imes. Imes, entretenant une relation avec Ethel Gilbert, le couple divorce en 1933. Ils n'ont pas d'enfant.
Nella Larsen repose au cimetière de Cypress Hills de Brooklyn.

### Archives
La correspondance de Nella Larsen est déposée et consultable à la New York Public Library.

## Distinctions
- 1929 : récipiendaire de la médaille de bronze décernée par la William E. Harmon Foundation Award for Distinguished Achievement Among Negroes (en)[18],
- 1930 : boursière de la Fondation John Simon Guggenheim[19],

## Œuvres

### Langue originale
- (en-US) Quicksand, Martino Fine Books (réimpr. 2202, 2006, 2011) (1re éd. 1928), 136 p. (ISBN 9781891396991, lire en ligne),
- (en-US) Passing, Penguin, 1929, rééd. 24 avril 2003, 122 p. (ISBN 0142437271)[20],[21]
- (en-US) The Complete And Unabridged Fiction Of Nella Larsen, Wilder Publications, 1992, réédition du 20 février 2010, 202 p. (ISBN 1604599901)
- (en-US) The Nella Larsen Collection; Quicksand, Passing, Freedom, the Wrong Man, Sanctuary, Bottom of the Hill Publishing, 26 août 2010, 232 p. (ISBN 1935785753)
- (en-US) The Short Fiction of Nella Larsen, Wilder Publications, réédition du 3 avril 2018, 48 p. (ISBN 1515432440)

### Traduction française
- Passer la ligne, ACFA Éditions Marseille, 2009. Traduction française de Passing (en) par Jocelyne Rotily, publié pour la première fois aux États-Unis par Alfred A. Knopf, New York, 1929.
- Clair-obscur, Flammarion, coll. Climats, 2010. Traduction française de Passing par Guillaume Villeneuve, préface de Laure Murat.
- Sables mouvants, Éditions La Cheminante, 2015, Collection "Harlem Renaissance", traduction française par Florence Canicave. Titre original : Quicksand, Alfred A. Knopf, New York, 1928.

## Adaptation de son œuvre
- Clair-obscur (Passing), film américain réalisé par Rebecca Hall sorti en 2021, adaptation du roman homonyme.

## Pour approfondir

#### Notices dans des encyclopédies et manuels de références
- (en-US) Lina Mainiero (dir.) et Cheryl A. Wall, American Women Writers : A Critical Reference Guide from Colonial Times to the Present, vol. 2 : F-Le, New York, Ungar, 1979, 583 p. (ISBN 9780804431514, lire en ligne), p. 507-509,
- (en-US) Trudier Harris (dir.) et Thadious M. Davis, Afro-American Writers from the Harlem Renaissance to 1940, Detroit, Michigan, Gale Research Co., 1986, 339 p. (ISBN 9780810317291, lire en ligne), p. 182-192,
- (en-US) Harold Bloom (dir.), Black American Prose Writers of the Harlem Rennaissance, New York, Chelsea House, coll. « Writers of English », 1994, 174 p. (ISBN 9780791022030, lire en ligne), p. 94-107,
- (en-US) Cheryl A. Wall, Women of the Harlem Renaissance, Bloomington, Indiana, Indiana University Press, coll. « Women of Letters », 1995, 255 p. (ISBN 9780253209801, lire en ligne), p. 85-138,
- (en-US) John A. Garraty (dir.) et Ann Rayson, American National Biography, vol. 13 : Kurtzman - Lovecraft, New York, Oxford University Press, USA, 1999, 954 p. (ISBN 9780195127928, lire en ligne), p. 208-210. ,
- (en-US) Anne Commire (dir.) et Deborah Klezmer (dir.), Women in World History, vol. 9 : Laa-Lyud, Waterford, Connecticut, Yorkin Publications & Gale, 2000, 847 p. (ISBN 9780787640682, lire en ligne), p. 164-167,
- (en-US) Professor Steven G Kellman PH.D (dir.) et Rosemary M. Canfield Reisman, Magill's Survey of American Literature, vol. 3 : H.D.-Larsen, Pasadena, Californie, Salem Press, 2006, 1453 p. (ISBN 9781587652882, lire en ligne), p. 1445-1449,
- (en-US) Lois Brown (dir.), Encyclopedia of the Harlem Literary Renaissance : The Essential Guide to the Lives and Works of the Harlem Renaissance Writers, New York, Facts On File, 2005, 615 p. (ISBN 9780816049677, lire en ligne), p. 304-307,

#### Essais et biographies
- (en-US) Thadious M. Davis, Nella Larsen : Novelist of the Harlem Renaissance : A Woman's Life Unveiled, Baton Rouge, Louisiane, Louisiana State University Press (réimpr. 1996) (1re éd. 1994), 526 p. (ISBN 9780807118665, lire en ligne),
- (en-US) Jacquelyn Y. McLendon, The Politics of Color in the Fiction of Jessie Fauset and Nella Larsen, Charlottesville, Virginie, University Press of Virginia, 1995, 168 p. (ISBN 9780813915531, lire en ligne),
- (en-US) Licia Morrow Calloway, Black Family (Dys)Function in Novels by Jessie Fauset, Nella Larsen, and Fannie Hurst, New York, Peter Lang, 2003, 196 p. (ISBN 9780820451596, lire en ligne),
- (en-US) Portia Boulware Ransom, Black Love and the Harlem Renaissance the Novels of Nella Larsen, Jessie Redmon Fauset, and Zora Neale Hurston : An Essay in African American Literary Criticism, Lewiston, état de New York, Edwin Mellen Press, 2005, 224 p. (ISBN 9780773459564, lire en ligne)
- (en-US) George Hutchinson, In Search of Nella Larsen : A Biography of the Color Line, Cambridge, Massachusetts, Belknap Press of Harvard University Press, 2006, 632 p. (ISBN 9780674021808, lire en ligne),
- (en-US) Jacquelyn Y. McLendon (dir.), Approaches to Teaching the Novels of Nella Larsen, New York, The Modern Language Association of America, 2016, 388 p. (ISBN 9781603292191, lire en ligne),

#### Articles

##### Années 1970-1999
- (en-US) Hortense E. Thornton, « Sexism as Quagmire : Nella Larsen's "Quicksand" », CLA Journal, vol. 16, no 3,‎ mars 1973, p. 285-301 (17 pages) (lire en ligne ),
- (en-US) Mary Mabel Youman, « Nella Larsen's "Passing" : a Study in Irony », CLA Journal, vol. 18, no 2,‎ décembre 1974, p. 235-241 (7 pages) (lire en ligne ),
- (en-US) Mary M. Lay, « Parallels : Henry James's "The Portrait of a Lady" and Nella Larsen's "Quicksand" », CLA Journal, vol. 20, no 4,‎ juin 1977, p. 475-486 (12 pages) (lire en ligne ),
- (en-US) Kathy Elaine Anderson, « Quicksand (For Nella Larsen) », Callaloo, no 5,‎ février 1979, p. 90 (lire en ligne )
- (en-US) Cheryl A. Wall, « Passing for what? Aspects of Identity in Nella Larsen's Novels », Black American Literature Forum, vol. 20, nos 1/2,‎ printemps - été 1986, p. 97-111 (15 pages) (lire en ligne ),
- (en-US) Ann E. Hostetler, « The Aesthetics of Race and Gender in Nella Larsen's Quicksand », PMLA, vol. 105, no 1,‎ janvier 1990, p. 35-46 (12 pages) (lire en ligne ),
- (en-US) Jonathan Little, « Nella Larsen's Passing: Irony and the Critics », African American Review, vol. 26, no 1,‎ printemps 1992, p. 173-182 (10 pages) (lire en ligne ),
- (en-US) David L. Blackmore, « "That Unreasonable Restless Feeling": The Homosexual Subtexts of Nella Larsen's Passing », African American Review, vol. 26, no 3,‎ automne 1992, p. 475-484 (10 pages) (lire en ligne ),
- (en-US) Jennifer DeVere Brody, « Clare Kendry's "True" Colors: Race and Class Conflict in Nella Larsen's Passing », Callaloo, vol. 15, no 4,‎ automne 1992, p. 1053-1065 (13 pages) (lire en ligne ),
- (en-US) Ann Ducille, « Blues Notes on Black Sexuality: Sex and the Texts of Jessie Fauset and Nella Larsen », Journal of the History of Sexuality, vol. 3, no 3,‎ janvier 1993, p. 418-444 (27 pages) (lire en ligne ),
- (en-US) Corinne E. Blackmer, « African Masks and the Arts of Passing in Gertrude Stein's "Melanctha" and Nella Larsen's "Passing" », Journal of the History of Sexuality, vol. 4, no 2,‎ octobre 1993, p. 230-263 (34 pages) (lire en ligne ),
- (en-US) Debra B. Silverman, « Nella Larsen's Quicksand: Untangling the Webs of Exoticism », African American Review, vol. 27, no 4,‎ hiver 1993, p. 599-614 (16 pages) (lire en ligne ),
- (en-US) Mary Condé, « Passing in the Fiction of Jessie Redmon Fauset and Nella Larsen », The Yearbook of English Studies, vol. 24,‎ 1994, p. 94-104 (11 pages) (lire en ligne ),
- (en-US) Jeffrey Gray, « Essence and the Mulatto Traveler: Europe as Embodiment in Nella Larsen's "Quicksand" », NOVEL: A Forum on Fiction, vol. 27, no 3,‎ printemps 1994, p. 257-270 (14 pages) (lire en ligne ),
- (en-US) Merrill Horton, « Blackness, Betrayal, and Childhood : Race and Identity in Nella Larsens's "PASSING" », CLA Journal, vol. 38, no 1,‎ septembre 1994, p. 31-45 (15 pages) (lire en ligne ),
- (en-US) Pamela E. Barnett, « "My Picture of You Is, after All, the True Helga Crane": Portraiture and Identity in Nella Larsen's "Quicksand" », Signs, vol. 20, no 3,‎ printemps 1995, p. 575-600 (26 pages) (lire en ligne ),
- (en-US) Claudia Tate, « Desire and Death in Quicksand, by Nella Larsen », American Literary History, vol. 7, no 2,‎ été 1995, p. 234-260 (27 pages) (lire en ligne ),
- (en-US) Corinne E. Blackmer, « The Veils of the Law: Race and Sexuality in Nella Larsen's Passing », College Literature, vol. 22, no 3,‎ octobre 1995, p. 50-67 (18 pages) (lire en ligne ),
- (en-US) Kimberley Roberts, « The Clothes Make the Woman: The Symbolics of Prostitution in Nella Larsen's Quicksand and Claude McKay's Home to Harlem », Tulsa Studies in Women's Literature, vol. 16, no 1,‎ printemps 1997, p. 107-130 (24 pages) (lire en ligne ),
- (en-US) Kimberly Monda, « Self-Delusion and Self-Sacrifice in Nella Larsen's Quicksand », African American Review, vol. 31, no 1,‎ printemps 1997, p. 23-39 (17 pages) (lire en ligne ),
- (en-US) Yves W. A. Clemmen, « Nella Larsen's "Quicksand" a Narrative of Difference », CLA Journal, vol. 40, no 4,‎ juin 1997, p. 458-466 (9 pages) (lire en ligne ),
- (en-US) George Hutchinson, « Nella Larsen and the Veil of Race », American Literary History, vol. 9, no 2,‎ été 1997, p. 329-349 (21 pages) (lire en ligne ),
- (en-US) Mary Esteve, « Nella Larsen's "Moving Mosaic": Harlem, Crowds, and Anonymity », American Literary History, vol. 9, no 2,‎ été 1997, p. 268-286 (19 pages) (lire en ligne ),
- (en-US) Nell Sullivan, « Nella Larsen's Passing and the Fading Subject », African American Review, vol. 32, no 3,‎ automne 1998, p. 373-386 (14 pages) (lire en ligne ),

##### Années 2000-2009
- (en-US) Anna Brickhouse, « Nella Larsen and the Intertextual Geography of Quicksand », African American Review, vol. 35, no 4,‎ hiver 2001, p. 533-560 (28 pages) (lire en ligne ),
- (en-US) Reginald Watson, « The Tragic Mulatto Image in Charles Chesnutt's "The House behind the Cedars" and Nella Larsen's "Passing" », CLA Journal, vol. 46, no 1,‎ septembre 2002, p. 48-71 (24 pages) (lire en ligne ),
- (en-US) Biman Basu, « Hybrid Embodiment and an Ethics of Masochism: Nella Larsen's "Passing" and Sherley Anne Williams's "Dessa Rose », African American Review, vol. 36, no 3,‎ automne 2002, p. 383-401 (19 pages) (lire en ligne ),
- (en-US) Lori Harrison-Kahan, « Her "Nig": Returning the Gaze of Nella Larsen's "Passing" », Modern Language Studies, vol. 32, no 2,‎ automne 2002, p. 109-138 (30 pages) (lire en ligne ),
- (en-US) Stephen Knadler, « Domestic Violence in the Harlem Renaissance: Remaking the Record in Nella Larsen's "Passing" and Toni Morrison's "Jazz" », African American Review, vol. 38, no 1,‎ printemps 2004, p. 99-118 (20 pages) (lire en ligne )
- (en-US) John K. Young, « Teaching Texts Materially: The Ends of Nella Larsen's "Passing" », College English, vol. 66, no 6,‎ juillet 2004, p. 632-651 (20 pages) (lire en ligne ),
- (en-US) Miriam Thaggert, « Racial Etiquette: Nella Larsen's "Passing and the Rhinelander Case" », Meridians, vol. 5, no 2,‎ 2005, p. 1-29 (29 pages) (lire en ligne ),
- (en-US) Candice M. Jenkins, « Decoding Essentialism: Cultural Authenticity and the Black Bourgeoisie in Nella Larsen's Passing », MELUS, vol. 30, no 3,‎ 2005, p. 129-154 (26 pages) (lire en ligne ),
- (en-US) Amelia Defalco, « Jungle Creatures and Dancing Apes: Modern Primitivism and Nella Larsen's "Quicksand" », Mosaic: An Interdisciplinary Critical Journal, vol. 38, no 2,‎ juin 2005, p. 19-35 (17 pages) (lire en ligne ),
- (en-US) H. Jordan Landry, « Seeing Black Women Anew through Lesbian Desire in Nella Larsen's Passing », Rocky Mountain Review of Language and Literature, vol. 60, no 1,‎ 2006, p. 25-52 (28 pages) (lire en ligne ),
- (en-US) Anthony Dawahare, « The Gold Standard of Racial Identity in Nella Larsen's "Quicksand and Passing" », Twentieth Century Literature, vol. 52, no 1,‎ printemps 2006, p. 22-41 (20 pages) (lire en ligne ),
- (en-US) Catherine Rottenberg, « Begging to Differ: Nella Larsen's "Quicksand" and Anzia Yezierska's "Arrogant Beggar" », African American Review, vol. 41, no 1,‎ printemps 2007, p. 87-98 (12 pages) (lire en ligne ),
- (en-US) Kelli A. Larson, « Surviving the Taint of Plagiarism: Nella Larsen's "Sanctuary" and Sheila Kaye-Smith's "Mrs. Adis" », Journal of Modern Literature, vol. 30, no 4,‎ été 2007, p. 82-104 (23 pages) (lire en ligne ).
- (en-US) Karin Roffman, « Nella Larsen, Librarian at 135Th street », Modern Fiction Studies, vol. 53, no 4,‎ hiver 2007, p. 752-787 (36 pages) (lire en ligne ). ,
- (en-US) Josh Toth, « Deauthenticating Community: The Passing Intrusion of Clare Kendry in Nella Larsen's Passing », MELUS, vol. 33, no 1,‎ printemps 2008, p. 55-73 (19 pages) (lire en ligne ),
- (en-US) Irina Anisimova, « Masks of Authenticity: Failed Quests for the People in Quicksand by Nella Larsen and The Silver Dove by Andrei Belyi », The Comparatist, vol. 32,‎ mai 2008, p. 175-192 (18 pages) (lire en ligne ),
- (en-US) Arne Lunde et Anna Westerstahl Stenport, « Helga Crane's Copenhagen: Denmark, Colonialism, and Transnational Identity in Nella Larsen's "Quicksand" », Comparative Literature,, vol. 60, no 3,‎ été 2008, p. 228-243 (16 pages) (lire en ligne ),
- (en-US) Jeanne Scheper, « The New Negro Flâneuse in Nella Larsen's "Quicksand" », African American Review, vol. 42, nos 3/4,‎ hiver 2008, p. 679-695 (17 pages) (lire en ligne ),
- (en-US) Lori Harrisoiv-Kahan, « "Structure Would Equal Meaning": Blues and Jazz Aesthetics in the Fiction of Nella Larsen », Tulsa Studies in Women's Literature, vol. 28, no 2,‎ 2009, p. 267-289 (23 pages) (lire en ligne ),

##### Années 2010-2019
- (en-US) Steve Pile, « Skin, race and space: the clash of bodily schemas in Frantz Fanon's "Black Skins, White Masks" and Nella Larsen's "Passing" », Cultural Geographies, vol. 18, no 1,‎ janvier 2011, p. 25-41 (17 pages) (lire en ligne ),
- (en-US) Caresse A. John, « Strategic Ambivalence: A Feminist Standpoint Theory Reading of Nella Larsen's Novels », Feminist Formations, vol. 23, no 1,‎ printemps 2011, p. 94-117 (24 pages) (lire en ligne ),
- (en-US) Keguro Macharia, « Queering Helga Crane: Black Nativism in Nella Larsen's "Quicksand" », Modern Fiction Studies, vol. 57, no 2,‎ été 2011, p. 254-275 (22 pages) (lire en ligne ),
- (en-US) Johanna M. Wagner, « In the Place of Clare Kendry : A Gothic Reading of Race and Sexuality in Nella Larsen's "Passing" », Callaloo, vol. 34, no 1,‎ hiver 2011, p. 143-157 (15 pages) (lire en ligne ),
- (en-US) Donavan L. Ramon, « “You're Neither One Thing (N)or The Other”: Nella Larsen, Philip Roth, and The Passing Trope », Philip Roth Studies, vol. 8, no 1,‎ printemps 2012, p. 45-61 (17 pages) (lire en ligne ),
- (en-US) Erika Renée Williams, « A Lie of Omission: Plagiarism in Nella Larsen's "Quicksand" », African American Review, vol. 45, nos 1/2,‎ printemps / été 2012, p. 205-216 (12 pages) (lire en ligne ).
- (en-US) Rebecca Nisetich, « Reading Race in Nella Larsen's "Passing" and the Rhinelander Case », African American Review, vol. 46, nos 2/3,‎ été 2013, p. 345-361 (17 pages) (lire en ligne ),
- (en-US) Mollie Godfrey, « Rewriting White, Rewriting Black: Authentic Humanity and Authentic Blackness in Nella Larsen's "Sanctuary" », MELUS, vol. 38, no 4,‎ hiver 2013, p. 122-145 (24 pages) (lire en ligne ). ,
- (en-US) Sinéad Moynihan, « Beautiful White Girlhood?: Daisy Buchanan in Nella Larsen's "Passing" », African American Review, vol. 47, no 1,‎ printemps 2014, p. 37-49 (13 pages) (lire en ligne ),
- (en-US) Emily J. Orlando, « Irreverent Intimacy: Nella Larsen's Revisions of Edith Wharton », Twentieth Century Literature, vol. 61, no 1,‎ mars 2015, p. 32-62 (31 pages) (lire en ligne ),
- (en-US) Sami Schalk, « Transing: Resistance to Eugenic Ideology in Nella Larsen's Passing », Journal of Modern Literature, vol. 38, no 3,‎ printemps 2015, p. 148-161 (14 pages) (lire en ligne ),
- (en-US) Julie Goodspeed-Chadwick, « Approaching Identity Politics in Literature: Reading, Interpreting, and Teaching Nella Larsen's Passing », CEA Critic, vol. 77, no 2,‎ juillet 2015, p. 177-188 (12 pages) (lire en ligne ),
- (en-US) Rafael Walker, « Nella Larsen Reconsidered: The Trouble with Desire in "Quicksand" and "Passing" », MELUS, vol. 41, no 1,‎ printemps 2016, p. 165-192 (28 pages) (lire en ligne ),
- (en-US) Michael A. Istvan Jr., « The Manner of Blackness in Nella Larsen's Passing », Soundings: An Interdisciplinary Journal, vol. 100, no 2,‎ 2017, p. 112-142 (31 pages) (lire en ligne ),
- (en-US) Rosemary V. Hathaway, « “Almost Folklore”: The Legend That Killed Nella Larsen's Literary Career », The Journal of American Folklore, vol. 130, no 517,‎ été 2017, p. 255-275 (21 pages) (lire en ligne ),
- (en-US) Matthew Krumholtz, « Nella Larsen’s Etiquette Lesson: Small Talk, Racial Passing, and the Novel of Manners », NOVEL: A Forum on Fiction, vol. 51, no 1,‎ mai 2018, p. 1-16 (16 pages) (lire en ligne ),
- (en-US) Barbara Hochman, « Filling in Blanks: Nella Larsen's Application to Library School », PMLA, vol. 133, no 5,‎ octobre 2018, p. 1172-1190 (19 pages) (lire en ligne ),
- (fr) Lamia Mokrane Touati, L'altérité et la vulnérabilité dans les romans de Nella Larsen, Université Côte d’Azur, décembre 2018, 344 p. (lire en ligne)
- (en-US) Jennifer L. Hayes, « New Horizons: Literary Field Study of Nella Larsen’s Passing », South Atlantic Review, vol. 84, nos 2/3,‎ été 2019, p. 244-260 (17 pages) (lire en ligne ),
- (en-US) Jericho Williams, « Parent Trap: Circumventing Adulthood with Play in Nella Larsen’s Passing », South Atlantic Review, vol. 84, nos 2/3,‎ été 2019, p. 126-143 (18 pages) (lire en ligne ),
- (en-US) Stephen Andrews, « What is the End of Nella Larsen’s Passing? A Typography of Irene Redfield’s Nativism », South Atlantic Review, vol. 84, nos 2/3,‎ été 2019, p. 183-204 (22 pages) (lire en ligne ),

##### Années 2020-
- (en-US) Sharon L. Jones, « Rebelling and Resisting Oppressions: The Depiction of Waking, Dreaming, Drowsiness, and Sleeping in Nella Larsen's Quicksand », CLA Journal, vol. 63, no 1,‎ mars 2020, p. 103-120 (18 pages) (lire en ligne ),
- (en-US) Caresse Ann John, « Cognitive Dissonance in Nella Larsen’s Passing », The Journal of the Midwest Modern Language Association, vol. 54, no 2,‎ 2021, p. 33-60 (28 pages) (lire en ligne ),